# Йонсан-гун (ван Чосону)
Йонсан-гун (кор. 연산군, 燕山君, Yeonsan-gun, Yŏnsan'gun); ім'я при народженні Лі Юн (кор. 이융, 李㦕, I Yung, Yi Yung; 23 листопада 1476 — 20 листопада 1506) — корейський правитель, десятий володар держави Чосон.
Встановив деспотичне правління, тому йому не було надано ані храмового імені, ані посмертних почесних титулів .
За мотивами життя правителя 1961 року було знято фільм «Принц Йонсан».

## У кіно
- «Принц Йонсан» — режисер Сін Сан Ок (Республіка Корея, 1961), в ролі Йонсан-гуна — Сін Ен Ген (Shin Young-kyun).
- «Король і шут» — режисер Лі Джун Ік (Республіка Корея, 2005), в ролі Йонсан-гуна — Чон Чжин Ен (Jung Jin-young).
- «Король і я» — режисер Кім Дже Хен (Республіка Корея, 2008), в ролі Йонсан-гуна — Чон Те У (Jung Tae-woo).
- «Королева Інсу» — режисер Лі Те Гон (Республіка Корея, 2011), в ролі Йонсан-гуна — Джин Те Хен (Jin Tae-hyun).
- «Підступність» — режисер Мін Гю Дон (Республіка Корея, 2015), в ролі Йонсан-гуна — Кім Кан У (Kim Kang-woo).
- «Бунтар Хон Гіль Дон» — режисер Кім Джин Ман (Республіка Корея 2017), в ролі Йонсан-гуна — Кім Чжі Сік (Kim Ji-Suk).
- «Королева на сім днів» — режисер Лі Чон Соп (Республіка Корея 2017), в ролі Йонсан-гуна — Лі Дон Гон.